# Annandale-Little Pond-Howe Bay
Annandale-Little Pond-Howe Bay es un municipio rural canadiense situado en la provincia de Isla del Príncipe Eduardo.

## Superficie
Annandale-Little Pond-Howe Bay tiene una superficie de 31,87 km².

## Demografía
En 2021, tenía 223 habitantes, una densidad poblacional de 7 hab./km², y 169 viviendas.